# Врело-Босне
Врело-Босне (сербохорв. Vrelo Bosne, произн. [ʋrê.ло bôs.neː]) — общественный парк у реки Босна у подножия горы Игман на окраине Сараева, столицы Боснии и Герцеговины.

## История

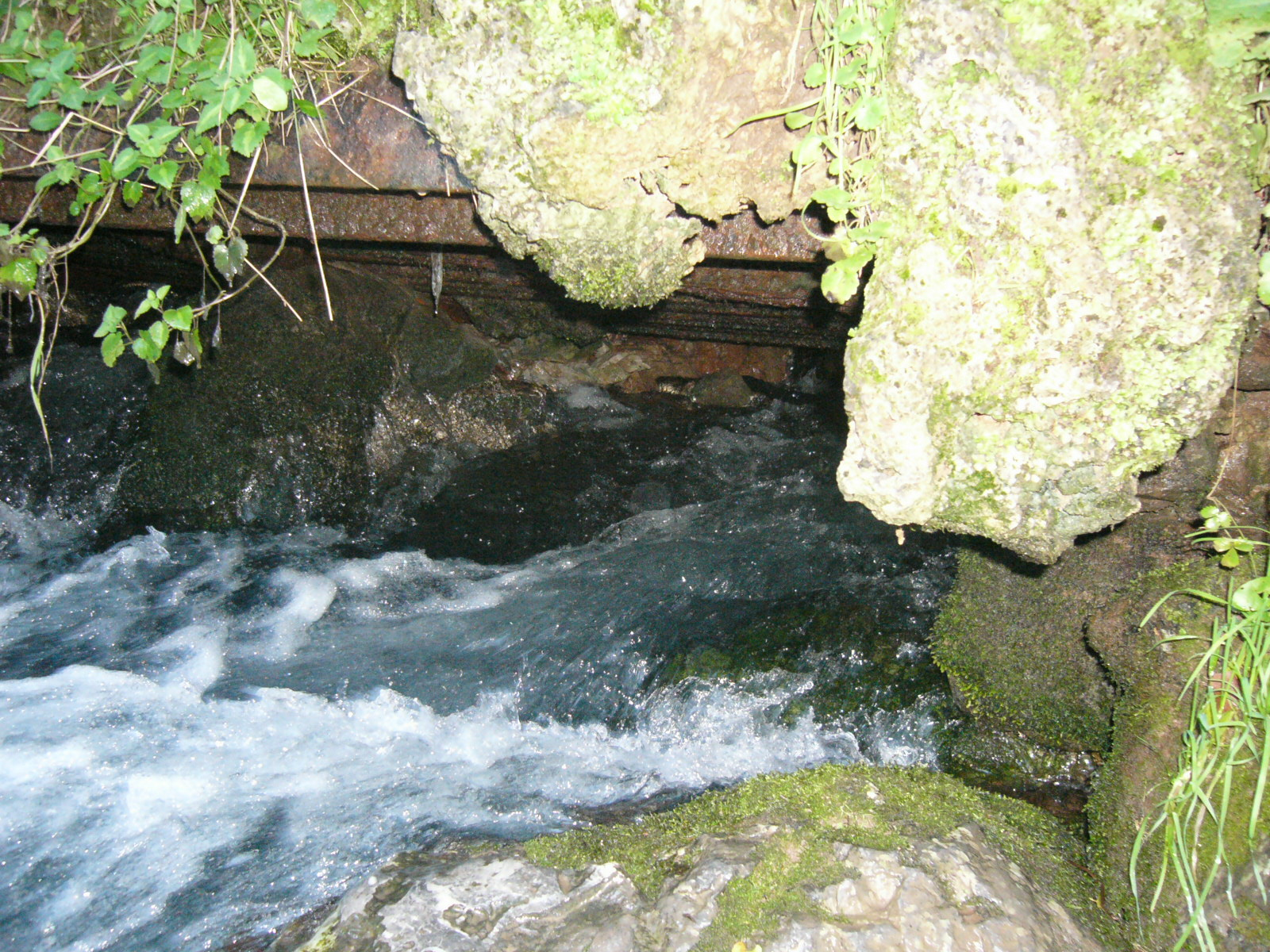
Весной реки Босна под горой Игман

Парк «Врело-Босне», расположенный в муниципалитете Илиджа, является одним из популярных природных достопримечательностей страны. Через реку Босна поблизости парка перекинут Римский мост, расположенный недалеко в муниципалитете Илиджа. Мост построен около 1530 и 1550 годов из настоящих римских камней и развалин моста, который стоял здесь во времена Римской империи и использовался римлянами для перехода через реку в деревню Aquae Sulphurae.
Весной вода в реке Босне настолько чиста, что пригодна для питья. Ежегодно парк посещают более 60 000 туристов.
Посетители прогуливаются по парку пешком или разъезжают в повозках на лошадях по трёхкилометровой главной аллее. На аллее выстроены здания Австро-Венгерской эпохи.
Дороги внутри парка идеально подходят для прогулок и езде на велосипеде, что даёт посетителям возможность поближе рассмотреть бурлящие потоки и водопады на реке. Местные уличные кафе и рестораны предлагают посетителям напитки и еду. Часы работы парка варьируются в зависимости от времени года. В парке обитают утки и лебеди.
Во время Боснийской войны парк не охранялся, многие деревья были срублены и использованы для отопления местными жителями. В 2000 году парк был восстановлен в прежнем облике местной молодёжью под руководством международной экологической организации.
Сборная команда Боснии и Герцеговины по футболу часто проводит тренировки в парке «Врело-Босне». Футболисты с тренерами останавливаются в отеле Герцеговина (Hotel Hercegovina).
Вход для взрослых в парк платный, для детей — бесплатно. Вырученные от продажи билетов деньги расходуются на поддержание в парке чистоты и порядка.

## Галерея

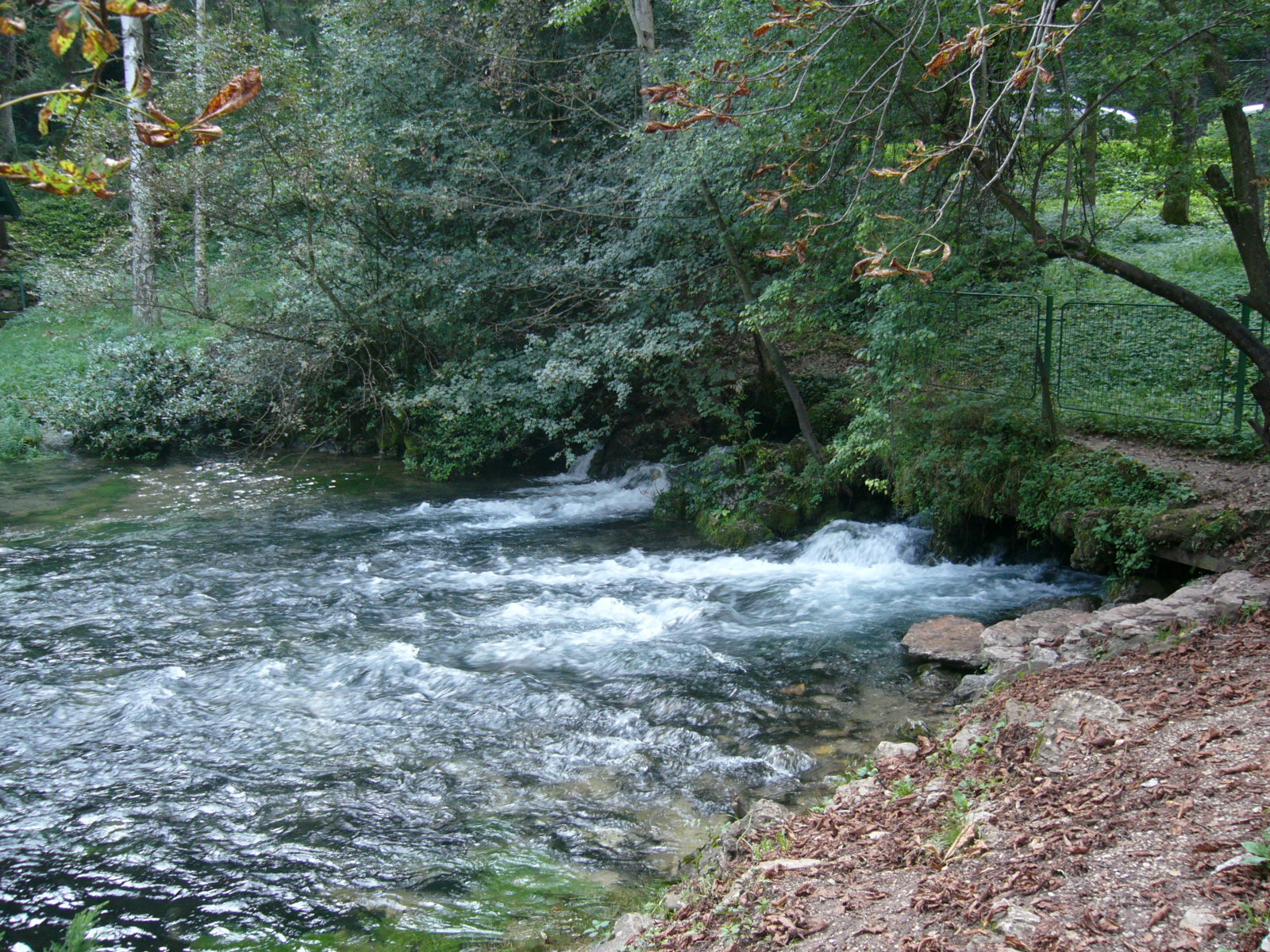
Весенняя река. Сараево.
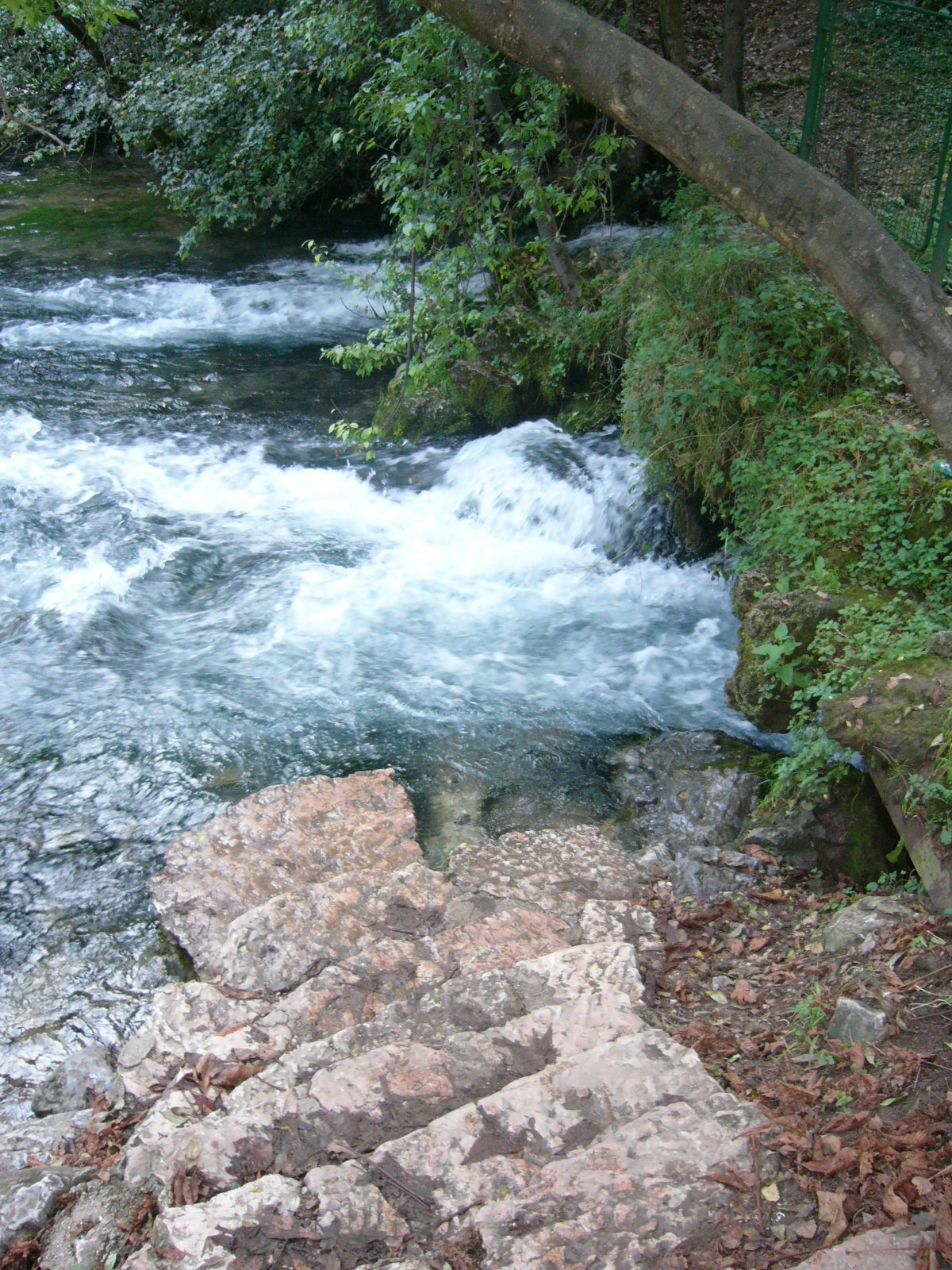
Весенняя река Босна. Сараево.
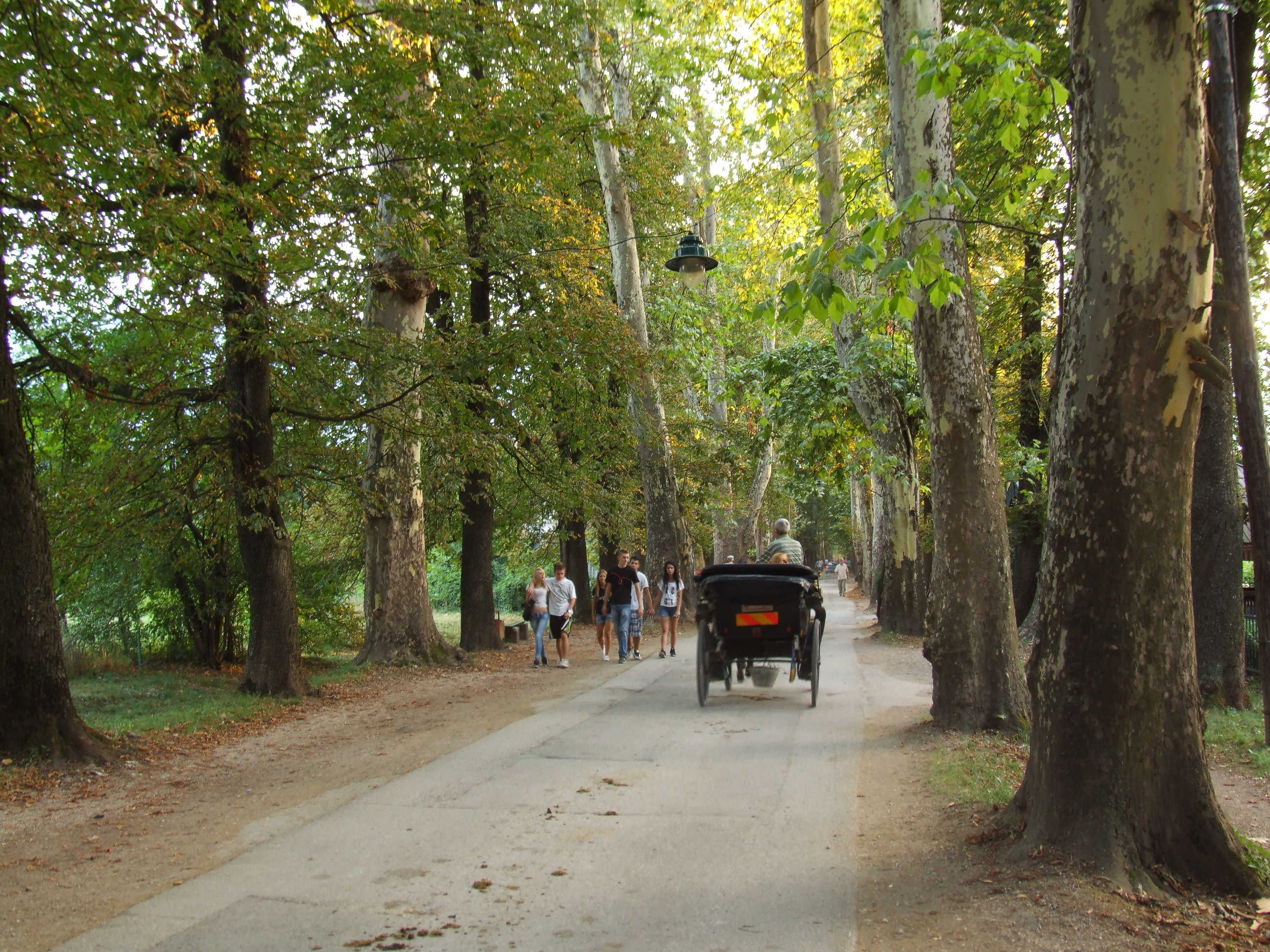
Повозка лошадейe (Главная аллея)
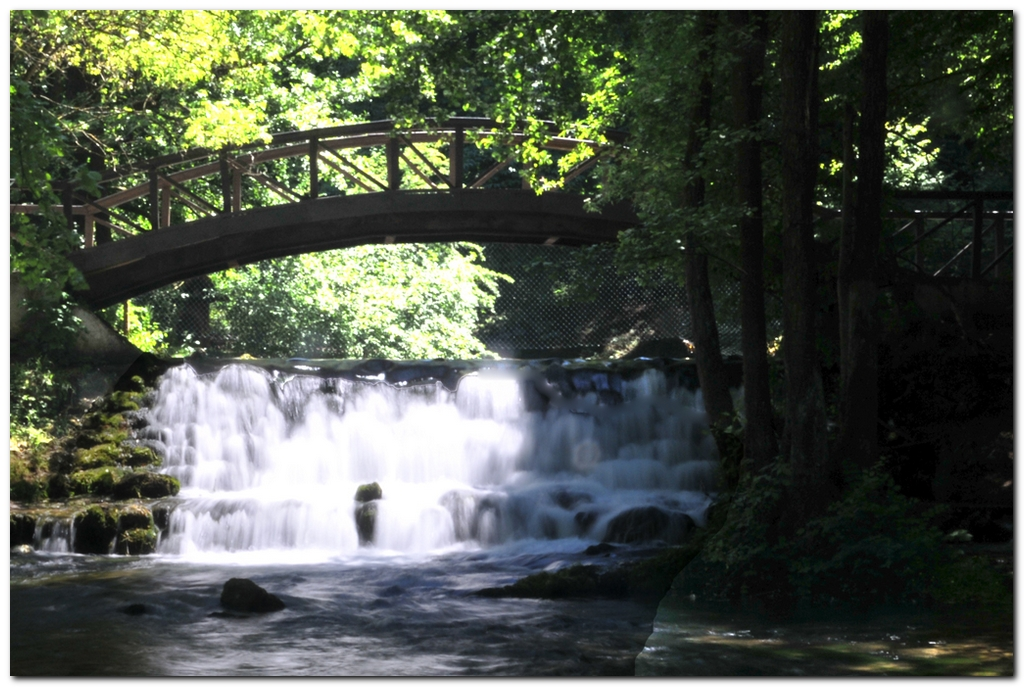
Мост Врело-Босне
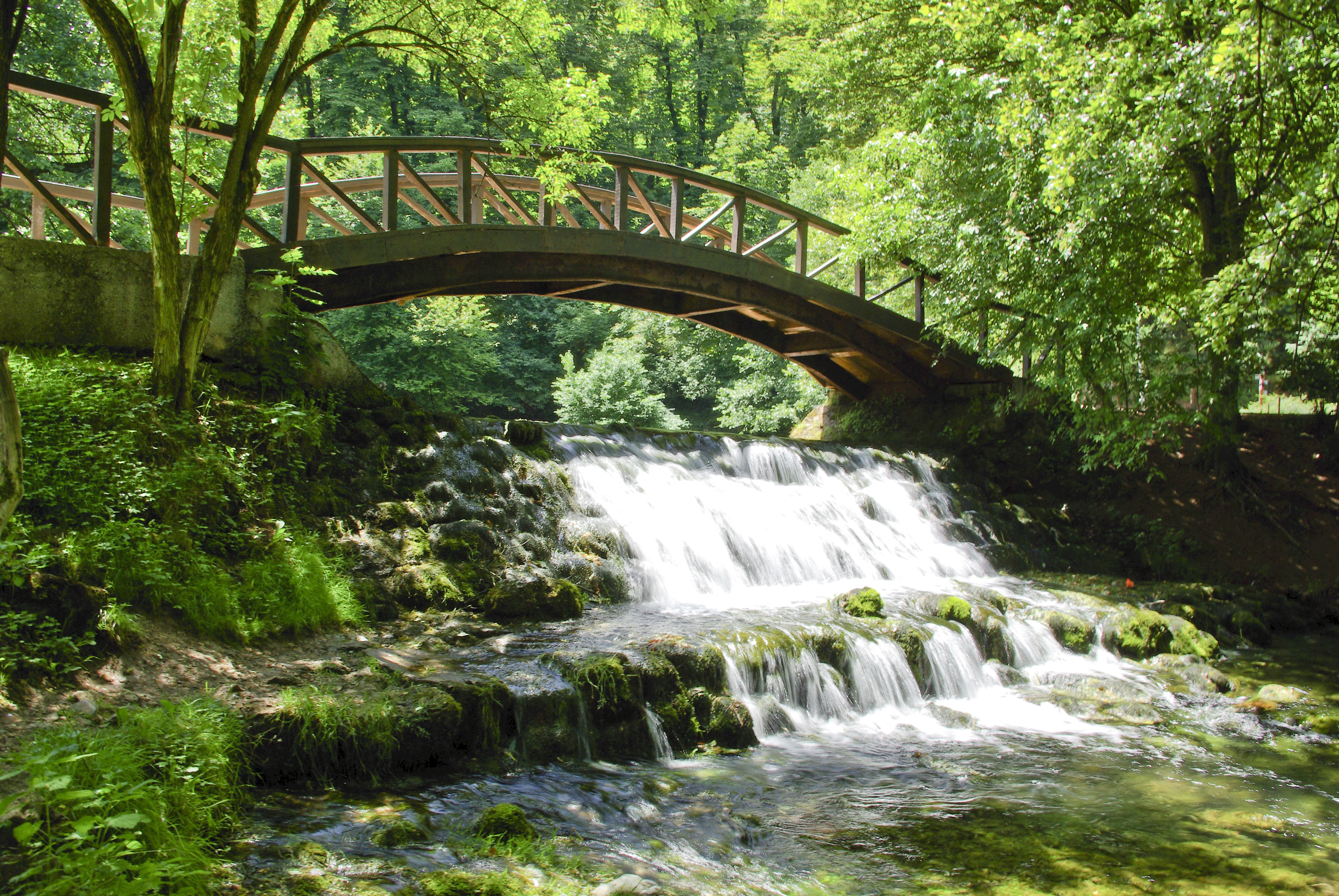
Мост Врело-Босне
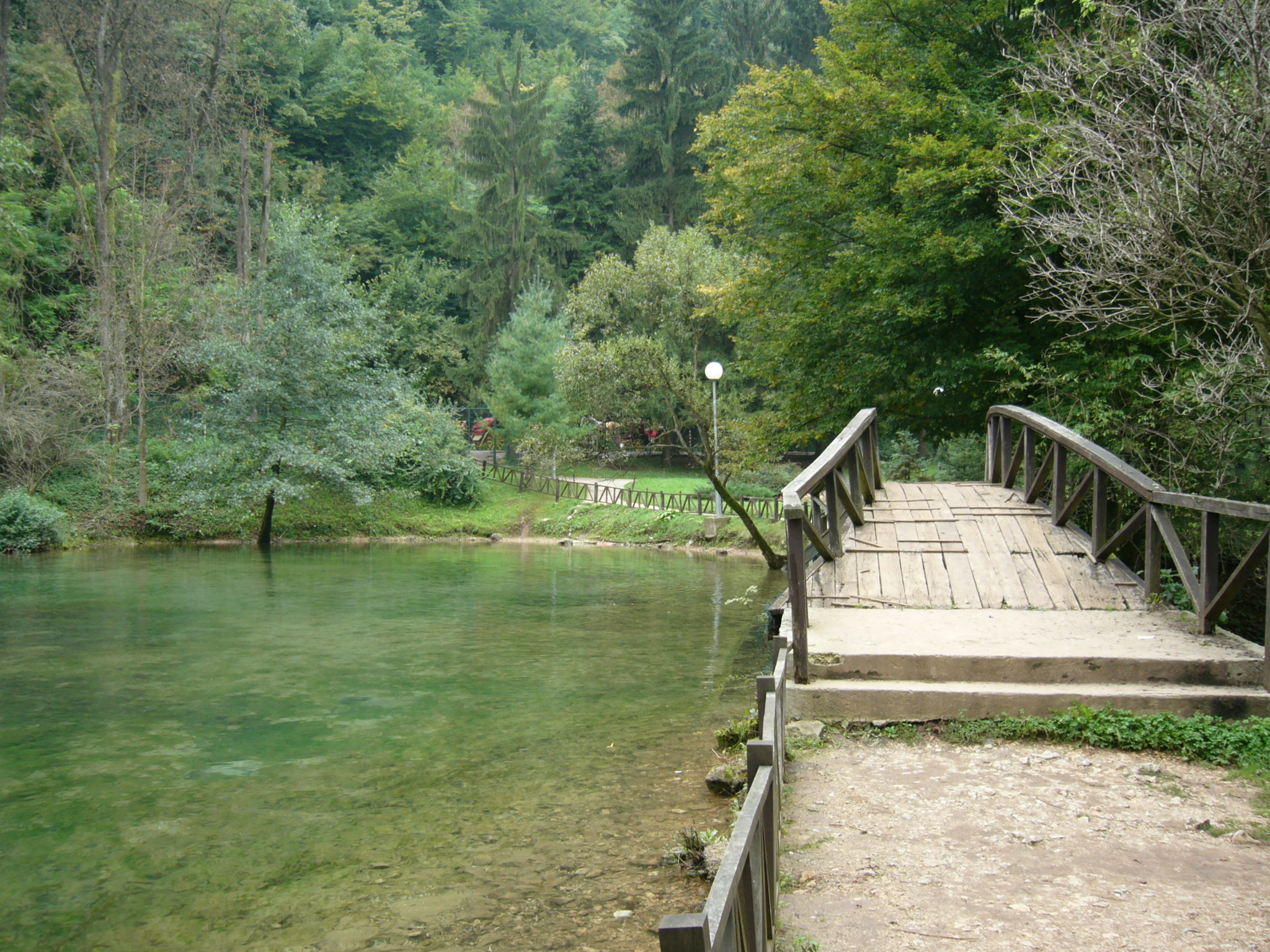
Парк Врело-Босне
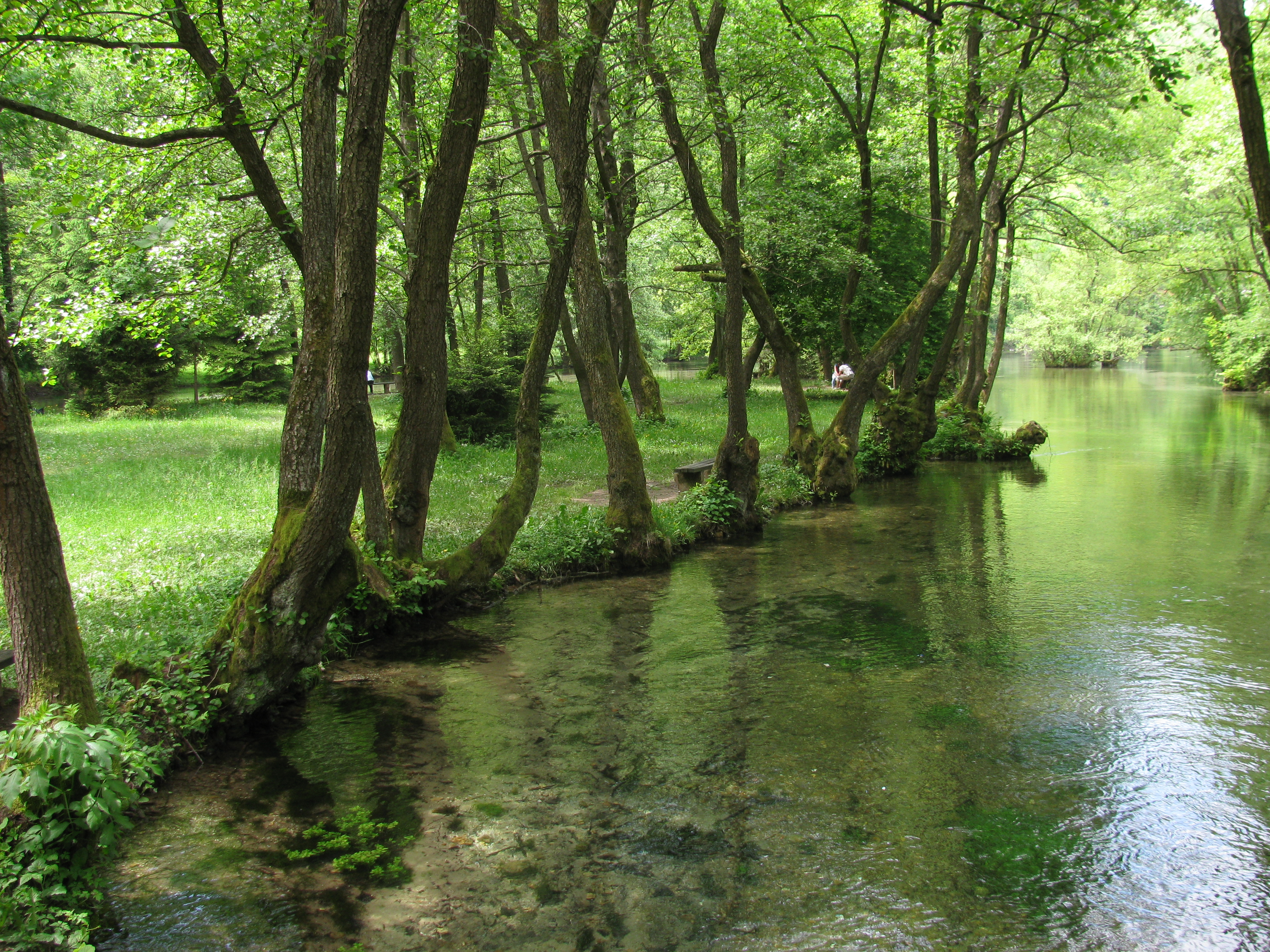
Парк Vrelo Bosne (лето 2010)
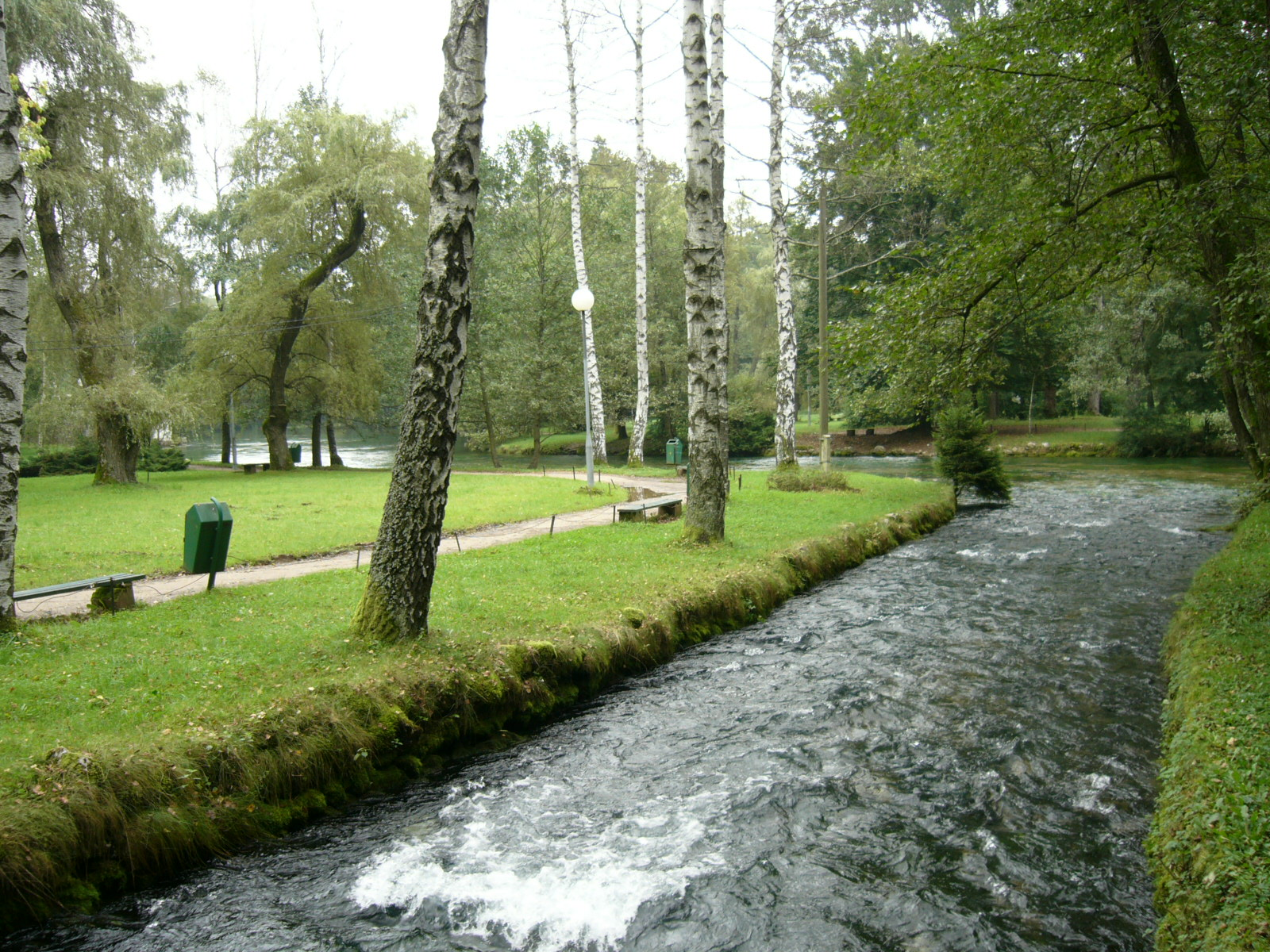
Река Босна в парке Врело-Босне
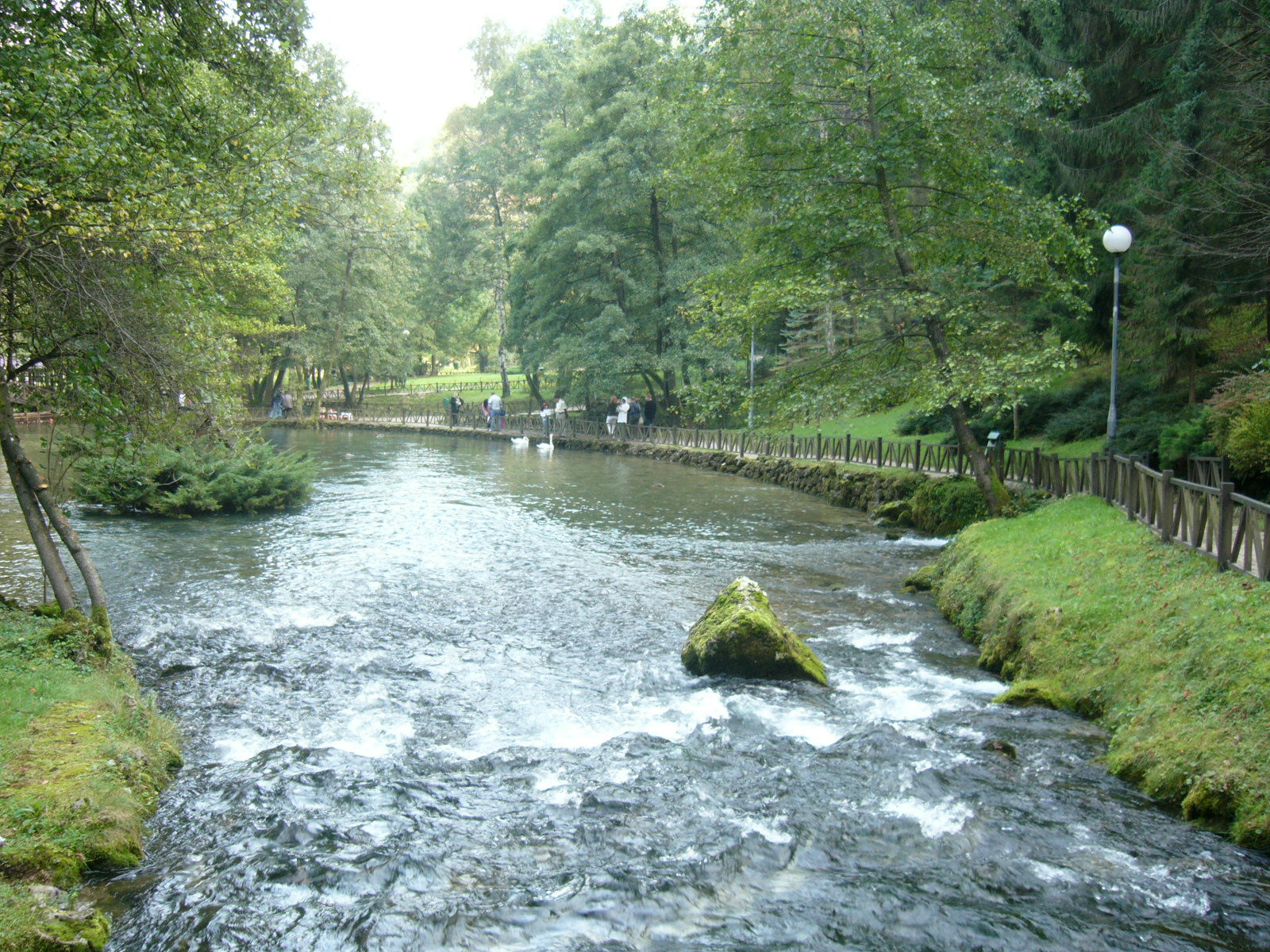
Река Босна, Саравево (2005)
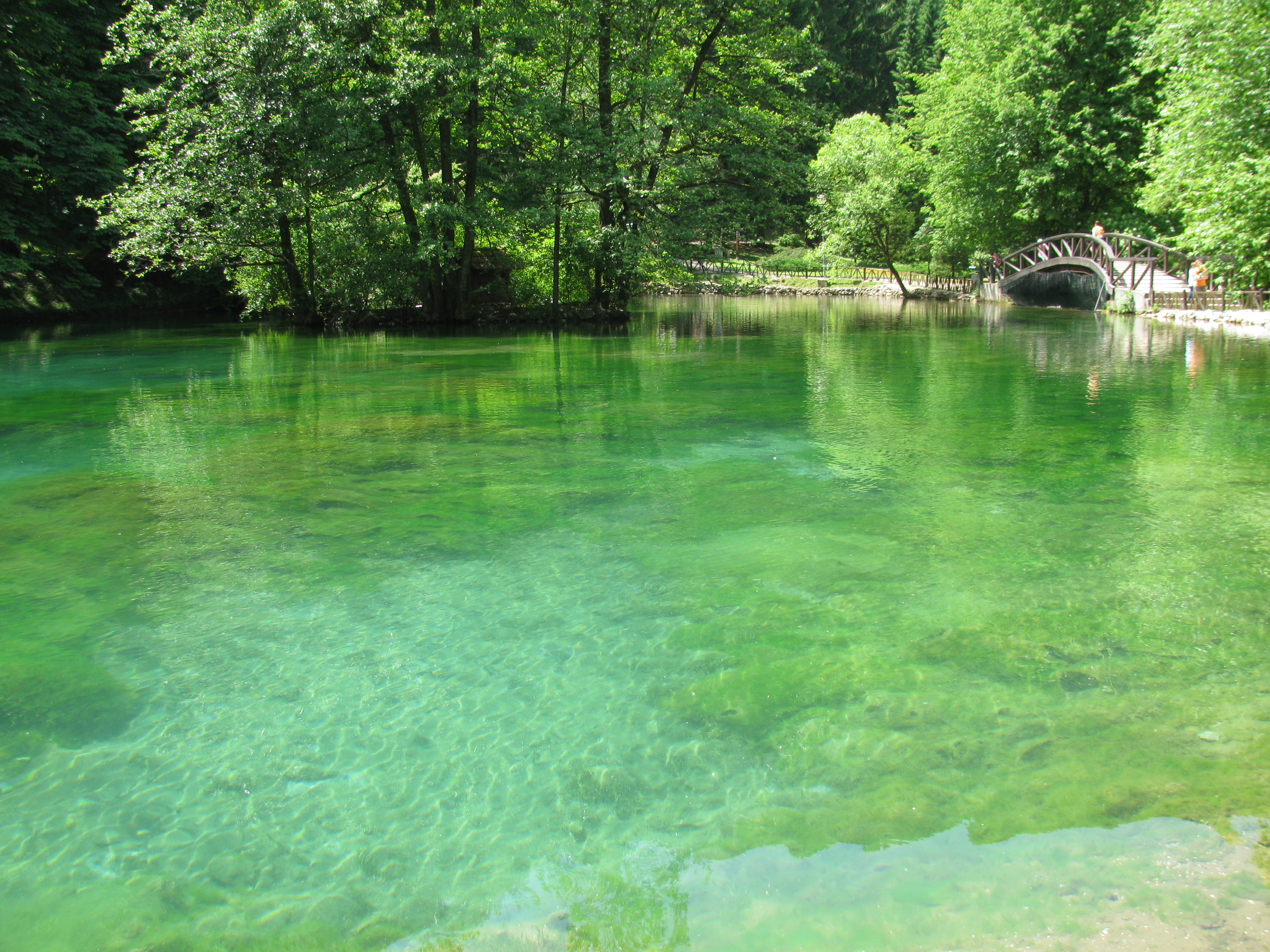
Парк Врело-Босне  (2010)